# 亞歷克西·魏森伯格

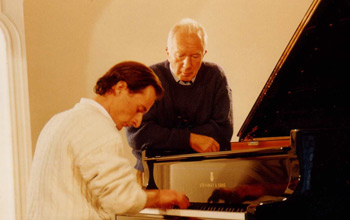
魏森伯格在大师班上，1995年

亞歷克西·斯西吉斯蒙德·魏森伯格（1929年7月26日—2012年1月8日）是出生于保加利亞的法國鋼琴家。

## 生平
出生于猶太家庭。三歲開始向保加利亞作曲家潘喬·弗拉迪格羅夫（Pancho Vladigerov）學習鋼琴，並於八歲時首次公開演出。
1941年，他與母親試圖從被德國占領的保加利亞逃往土耳其，但被捕並在保加利亞的一個臨時集中營中被囚禁了三個月。一名德國衛兵因欣賞亞歷克西斯用手風琴演奏舒伯特的音樂，急忙將他和母親帶到火車站，並從車窗裡把手風琴扔給他，對他們說：「祝你好運。」第二天，他們安全抵達伊斯坦布爾。
1945年，他們移居巴勒斯坦，魏森貝格師從里奧·克斯滕伯格（Leo Kestenberg），並在倫納德·伯恩斯坦（Leonard Bernstein）指揮下與以色列愛樂樂團演奏貝多芬的作品。1946年，魏森貝格進入茱莉亞音樂學院，師從奧爾加·薩馬羅夫（Olga Samaroff），同時也跟隨阿圖爾·施納貝爾（Artur Schnabel）和萬達·蘭道夫斯卡（Wanda Landowska）學習。
1947年，魏森貝格在紐約首次登台，與紐約愛樂樂團及指揮喬治·塞爾（George Szell）合作演奏拉赫瑪尼諾夫的《第三鋼琴協奏曲》，並與費城管弦樂團及尤金·奧曼迪（Eugene Ormandy）合作，贏得了萊文特里特鋼琴大賽的冠軍。1957年至1965年間，他暫別演奏事業，專注於學術和教學活動。1966年，魏森貝格在巴黎舉行獨奏會後重返舞台。同年，他在柏林由赫伯特·馮·卡拉揚（Herbert von Karajan）指揮下演奏柴可夫斯基的《第一鋼琴協奏曲》，卡拉揚讚譽他為「我們這個時代最出色的鋼琴家之一」。
魏森貝格在世界各地舉辦鋼琴大師班。他在瑞士恩格爾貝格（Engelberg）的大師班培養了許多著名學生，包括基里爾·格施泰因（Kirill Gerstein）、西蒙·穆里根（Simon Mulligan）、伊萬·莫拉維茨（Ivan Moravec）、穆罕默德·奧肯薩爾（Mehmet Okonsar）、納扎雷諾·卡魯西（Nazzareno Carusi）、安德烈·波諾切夫尼（Andrey Ponochevny）、洛里斯·卡佩爾（Loris Karpell）和羅伯托·卡內瓦萊（Roberto Carnevale）等。他還創作鋼琴作品及音樂劇《Nostalgie》，該劇於1992年10月17日在達姆施塔特州立劇院首演。
2012年1月8日，魏森貝格在瑞士盧加諾因帕金森病去世，享年82歲。他留下了三個孩子：大衛（David）、克里斯蒂娜（Cristina）和瑪麗亞（Maria）。

## 作品節選

### 商業錄音
- (CD). 20世紀偉大鋼琴家（英语：Great Pianists of the 20th Century） 97. Philips Classics. 1998. 456 988-2.

## 外部連結
- 亞歷克西·魏森伯格的Discogs页面（英文）